# Свиланович, Горан
Горан Свиланович (серб. Горан Свилановић; род. 22 октября 1963, Гнилане, Косово и Метохия) — югославский и сербский политический деятель и дипломат, министр иностранных дел Сербии и Черногории (2000—2004).

## Биография
Родился 22 октября 1963 года в Гнилане, Социалистическая Республика Сербия, Югославия.
Свиланович получил степени магистра и бакалавра права на юридическом факультете Белградского университета. Он также проходил обучение в Институте прав человека в Страсбурге, Саарском университете и Европейском университетском центре исследований мира в Штадтшлайнинге.
В 1999 году он возглавил сербскую либеральную партию «Гражданский союз Сербии», занимая этот пост до своей отставки в 2004 году. С 2000 по 2004 год он был министром иностранных дел Сербии и Черногории. С ноября 2004 года по 2007 год он был председателем первой рабочий группы Пакта о стабильности в Юго-Восточной Европе.
С 2008 года Свиланович являлся доцентом кафедры права в Университете Унион в Белграде, а также сотрудничал с рядом организаций и комитетов по национальной безопасности, включая Центр антивоенных исследований и Международную комиссию по ситуации на Балканах.
В дальнейшем он работал советником по экономическим реформам и европейской интеграции в кабинете премьер-министра Черногории Здравко Кривокапича.

## Личная жизнь
Свиланович женат и имеет двоих детей. Кроме того, он говорит на сербском и английском языках.